# توگوچوتسه
توگوچوتسه (به صربی: Togočevce) یک منطقهٔ مسکونی در صربستان است که در لبانه واقع شده‌است. توگوچوتسه ۸۲۸ نفر جمعیت دارد.